# This Just In!
This Just In! è una serie televisiva animata statunitense del 2004, creata da Kevin Kay e Steve Marmel e sceneggiata da quest'ultimo con Jeff Rothpan.
La serie è stata trasmessa per la prima volta negli Stati Uniti su Spike TV dal 12 marzo al 18 aprile 2004.

## Trama
La serie è incentrata sulle avventure di Brian Newport, un giornalista freelance che assieme ai suoi amici Craig Tindle e Jimmy Townhouse, rispettivamente un casalingo e un insegnante, vanno al bar per bere e parlare insieme. Solitamente, i tre commentano e analizzano la politica, con una tendenza conservatrice.

## Episodi
| n° | Titolo originale | Prima TV USA   |
| -- | ---------------- | -------------- |
| 1  | Chappaquidicide  | 12 marzo 2004  |
| 2  | Vagicentrics     | 21 marzo 2004  |
| 3  | Labidocrites     | 28 marzo 2004  |
| 4  | Iraqathon        | 4 aprile 2004  |
| 5  | Blackjacked      | 11 aprile 2004 |
| 6  | Bushwhacked      | 18 aprile 2004 |

## Personaggi e doppiatori

### Personaggi principali
- Brian Newport, doppiato da Steve Marmel.
- Craig Tindle, doppiato da Peter MacNicol.
- Jimmy Townhouse, doppiato da Phil Morris.

### Personaggi secondari
- Sami Ruiz, doppiata da Alex Meneses.
- Mr. Moviefone, doppiato da Russ Leatherman.
- Hu Tindle, doppiata da Jennifer Hale.
- Jimmy Fallon, doppiato da Rob Paulsen.
- Tina Fey, doppiata da Tara Strong.
- George W. Bush, doppiato da Colin Mahan.

## Produzione
Nel 2003, Daily Variety ha annunciato che la rete via cavo Spike TV ha acquisito la serie animata The Just In! da Steve Marmel, noto soprattutto per i suoi lavori in Due Fantagenitori come sceneggiatore. Nel dicembre 2003 è stato rivelato che il debutto della serie animata era previsto per il primo trimestre del 2004.
Nel febbraio 2004, Chicago Tribune ha rivelato che la serie sarebbe stata trasmessa dal 14 marzo di quell'anno, annunciando che Peter MacNicol, Phil Morris e Alex Meneses avrebbero partecipato al doppiaggio.

### Stile e animazione
Per garantire che le gag fossero attuali, ogni episodio è stato scritto e animato in una settimana utilizzando Adobe Flash. Secondo il co-creatore Kevin Kay, l'obiettivo della serie era di infondere le "tematiche attuali dei monologhi dei talk show notturni in un'ambientazione da cartone animato, impresa che sarebbe stata impossibile utilizzando le forme di animazione tradizionali".